# Ghost (película de 2020)
Ghost es una película independiente británica de 2020 escrita y dirigida por Anthony Z James como su ópera prima. Está ambientado en el Londres contemporáneo y sigue las luchas de un ex convicto para volver a conectarse con su hijo separado durante su primer día de libertad. La película se rodó íntegramente con un iPhone 8.
Ghost se lanzó en Amazon Prime el 20 de febrero de 2020 en el Reino Unido, el 2 de julio de 2020 en los Estados Unidos y el 16 de julio de 2021 en Alemania, seguido de un lanzamiento mundial en Plex. La película recibió elogios de la crítica por sus actuaciones y cinematografía.

## Sinopsis
En el primer día de libertad, un exconvicto canoso debe reconectarse con su problemático hijo antes de que su pasado violento los alcance.

## Reparto
- Anthony Mark Streeter como Tony Ward
- Nathan Hamilton como Conor Ward
- Russell Barnett como Dominic Clarke
- Emmy Happisburgh como Valerie Ward
- Severija Bielskyte y Kat Hansen
- Jamie O'Neill como Alex Chamberlain

## Producción

### Desarrollo
En una entrevista con Mobile Motion Film Festival, Anthony Z James reveló que el reciente fallecimiento de su propio padre fue la inspiración clave para hacer la película: "Desde que perdí a mi padre hace unos años, me vi obligado a contar una historia sobre mi relación con a través de la lente de un drama criminal crudo, el tipo de película que más amaba". Inicialmente, hizo un cortometraje, llamado Day One , en 2018 sobre el primer día fuera de prisión, que también protagonizó Streeter en el papel principal. Impresionado por su actuación, Anthony decidió desarrollar una función.

### Rodaje
La fotografía principal de Ghost se llevó a cabo en Londres durante un período de dos semanas en febrero de 2018 utilizando dos teléfonos inteligentes iPhone 8 con la aplicación FiLMiC Pro, adaptadores anamórficos de Moondog Labs y cardán DJI Osmo. Inspirado por John Cassavetes, Anthony Z James siguió el estilo de realización de películas de guerrilla DIY y la tradición de Mumblecore basada en la improvisación, y describió el proceso como "extremadamente colaborativo y creativamente liberador".

### Postproducción
Anthony Z James usó el software gratuito DaVinci Resolve para editar y corregir el color de la película. La película presenta una banda sonora original compuesta por Nikolai Polujanov AKA Vejopatis.

## Lanzamiento
Ghost estaba programado para un estreno teatral limitado en el Reino Unido, que fue detenido por la pandemia de COVID-19. Se lanzó en Amazon Prime el 20 de febrero de 2020 en el Reino Unido, el 2 de julio de 2020 en los Estados Unidos y el 16 de julio de 2021 en Alemania. En marzo de 2021, se lanzó en todo el mundo en Apple TV, Roku, Fire TV, Android TV, Vimeo On Demand y Plex, donde está disponible para ver de forma gratuita.

## Recepción
Ghost recibió críticas positivas de los críticos, destacando actuaciones y cinematografía. En el agregador de reseñas Rotten Tomatoes, Ghost tiene una calificación de 100 % "fresco" según 6 reseñas. Alan Ng de Film Threat lo llamó "una pieza fantástica de cine independiente". Rich Cline de Online Film Critics Society escribió: "Grabado ingeniosamente en un iPhone, este drama discreto es una variación original de la película policíaca británica. El cineasta Anthony Z James deja que la historia se desarrolle en escenas reflexivas que capturan detalles y estados de ánimo. [...] la cámara se mete en la cabeza de personas que no son buenas para compartir sus sentimientos". Michael Bibbins de FanSided señaló que "Ghost tiene uno de los mejores trabajos de cámara de cualquier película filmada en un iPhone".
Según Dempsey Pillot de CRP Writes, "Ghost es una película sorprendentemente fundamentada sobre la redención y una meditación tranquila sobre crecer y dejarse llevar", mientras que Sam Comrie de JumpCut Online llamó a Ghost "un testimonio verdaderamente maravilloso del poder de los dispositivos móviles" . cine, con Anthony Z James demostrando su talento para crear hermosos momentos con una configuración minimalista".